# François de Julien
François de Julien (ur. 1791, zm. 1856) – właściciel otwartej w 1815 roku w Żarach wielopokoleniowej księgarni oraz antykwariatu.
Pochodził z rodu francuskiego, zbiegłego z Francji w dobie Wielkiej Rewolucji Francuskiej. Był synem markiza Filipa Armanda d'Julien, dworzanina Ludwika XVIII. Znaczną część życia rodzina d'Julien spędziła w Żarach, w których po ucieczce z ojczyzny osiadli w 1793 roku.